# 復樂園
《復樂園》（英語：Paradise Regained）是英格蘭詩人約翰·彌爾頓寫著的一首詩，1671年由John Macock初版。與《力士参孙》出現在詩人的同一卷文獻中。它與之前的著作《失樂園》緊密相關，有著同樣的理論主題。其內容主要取材自《路加福音》中耶穌受試探的故事。
雖然《失樂園》文筆華麗，但是《復樂園》卻是用比較平淡的筆法寫成的。彌爾頓減少了直喻的使用，語法也不很複雜。學者們一般都同意諾斯羅普·弗萊，認為《復樂園》在文法格式上都尤為自成一格。

### 引用
1. ↑  Frye (1965), p235.

## 外部連結

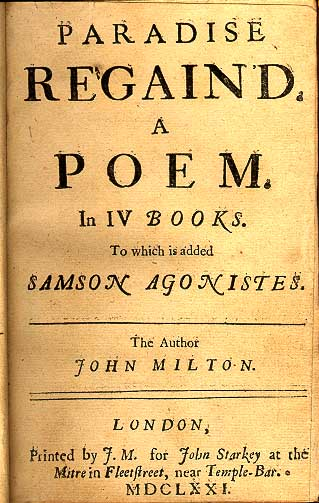
1671年版《復樂園》的扉頁

- "Symbolism in Paradise Regained"（《復樂園》中的象征） （页面存档备份，存于） Gilbert McInnis
- 《復樂園》的電子文本 （页面存档备份，存于）
- 古騰堡計劃文本 （页面存档备份，存于）
- Librivox.org （页面存档备份，存于） 上的免費音頻